# Сюзан Валодон
Сюзан Валодон (на френски: Suzanne Valadon, 23 септември 1865 – 7 април 1938) е френска художничка. През 1894 г. Валодон става първата жена-художник приета в Société Nationale des Beaux-Arts.

## Биография
Мари-Клементин Валодон (Marie-Clémentine Valadon) е родена в Бесине сюр Гартам, От Виен, Франция. Дъщеря е на неомъжена перачка. Сюзан Валодон става циркова акробатка на петнадесетгодишна възраст, но година по-късно падане от трапец слага край на кариерата ѝ.
В Монмартър, квартал на Париж, тя се увлича по изкуството. Първоначално работи като модел, а след това се превръща във виден художник. Докато позира на майсторите, тя наблюдава и изучава техниките им.
Тя работи за художници като Анри дьо Тулуз-Лотрек (който ѝ дава уроци по рисуване), Пиер-Огюст Реноар и Пиер-Сесил Пюви дьо Шаван и е известно, че е имала интимна връзка с първия. Сюзан се сприятелява с Едгар Дега, който е очарован от смелите ѝ линеарни скици и добри картини, купува нейни произведения и окуражава опитите ѝ.
Валодон е героиня в картината на Реноар „Танц в Бугивал“ от 1883 г., същата година в която тя позира за „Градски танц“. През 1885 г. Реноар отново рисува неин портрет „Момиче сплита косата си“, където са изобразени главата ѝ и раменете в профил.
Валодон често посещава баровете и таверните на Париж заедно със своята компания художници. През 1889 г. Тулуз-Лотрек я рисува като главна фигура в „Махмурлукът“.
Тя ражда син през 1883 г. и без да открива самоличността на бащата, кръщава детето Морис Валодон. По късно бащински грижи за сина ѝ полага близък приятел на художничката – Мигел Утрильо Морлис, който е собственик на кръчмата Auberge du Clou. Посетители на заведението са местни хора, търговци, работници и артистите от бохемското общество в Монмартър. Таверната също има театър на сенките, помещаващ се в мазето. Мигел измисля сценария на постановките, конструкциите и сценографията. Сюзан Валодон възпитава сина си и го учи да рисува. Той става един от най-известните художници в Монмартър с името Морис Утрильо.
Сюзан Валодон рисува натюрморти, портрети, цветя и пейзажи. Известна е с ясно установена композиция и звънливи цветове в творбите си. Тя е прочута най-вече със своите откровени голи женски фигури.
Първата ѝ изложба е в началото на 90-те години на XIX век, съставена предимно от портрети. Измежду тях има портрет на композитора Ерик Сати, с когото тя има шестмесечна връзка през 1893 г. Влюбен, Сати ѝ предлага брак още в първата им вечер прекарана заедно. За Сати интимността във връзката му с Валодон е единствената подобна в живота му. След като се разделят, той остава с, както казва, „нищо освен ледена самота, която запълва главата с празнота и сърцето с мъка“.
Свободомислеща и разкрепостена, Сюзан Валодон носи корсаж от моркови и отглежда коза в студиото си, която да изяжда лошите ѝ рисунки. Перфекционист, тя работи по картини в продължение на 13 години, преди да ги покаже. Тя работи също с пастели. Въпреки финансовия ѝ успех и спечеленото признание за артистичните ѝ постижения, нейната слава е засенчена от сина ѝ.
Бракът ѝ с борсовия посредник Пол Мосис от 1896 приключва през 1909, когато Валодон напуска Мосис заради художник два пъти по-млад от нея Андре Утер. Тя се омъжва за Утер, но и този брак не е последният.
Сюзан Валодон умира на 7 април 1938 г. в Париж. Сред присъстващите на погребението близки, приятели и колеги са Пабло Пикасо, Жорж Брак и Андре Дерен.

## Колекции
Днес някои от картините ѝ могат да се видят в Центъра „Жорж Помпиду“ в Париж, в Музея на Гренобъл, в Музея за изящно изкуство в Лион и в музея „Метрополитън“ в Ню Йорк.
- Творби на Сюзан Валодон
- Портрет на Ерик Сати (1893), масло върху платно, Париж, Национален музей за модерно изкуство.
- Баня (1908), пастел,
 Музей на Гренобъл.
- Голота (1919), масло върху платно, Художествен музей на Сао Пауло.
- Букет с цветя (1928), масло върху платно, Баньол сюр Сез, Музей Албер-Андре.
- Къпещи се (1923), масло върху платно, Художествен музей в Нант

## Валодон в попкултурата
Роман, посветен и разказващ за живота ѝ, е издаден през 2001 г. от писателката Elaine Todd Koren, озаглавен Suzanne: of Love and Art.

## За нея
- Rose, June (1999). Suzanne Valadon: the Mistress of Montmartre. New York: St. Martin's. ISBN 0-312-19921-X